# BK Donieck
BK Donieck (ukr. Баскетбольний клуб «Донецьк», Basketbolnyj Kłub „Donećk”) – ukraiński klub koszykarski, mający siedzibę w mieście Donieck.

## Historia
Chronologia nazw:
- 2006: BK Donieck (ukr. БК «Донецьк»)
- 2014: klub rozwiązano

Klub koszykarski BK Donieck został założony w 2006 roku. W sezonie 2006/07 zespół rozpoczął występy w Pierwszej Lidze Ukrainy, wygrywając wszystkie 34 mecze w lidze. W następnym sezonie 2007/08 zwyciężył w Wyższej Lidze Ukrainy. W sezonie 2008/09 debiutował w Superlidze. W debiutanckim sezonie zajął drugie miejsce. W 2012 osiągnął swój największy sukces, zdobywając tytuł mistrzowski. W sezonie 2013/14 dotarł do finału Pucharu Ukrainy. Po zakończeniu sezonu 2013/14 z powodu wybuchu wojny w Donbasie stracił możliwość rozgrywania meczów we własnej hali dlatego klub został rozwiązany.

## Sukcesy
- mistrz Ukrainy: 2011/12
- wicemistrz Ukrainy: 2010/11
- finalista Pucharu Ukrainy: 2013/14

## Struktura klubu

### Hala
Klub koszykarski rozgrywa swoje mecze domowe w hali Pałacu Sportu Drużba w Doniecku, który może pomieścić 4700 widzów.